# Loxofidonia falcata
Loxofidonia falcata là một loài bướm đêm trong họ Geometridae.